# 새알심
새알심은 찹쌀가루나 수수가루로 동그랗게 만든 새알만한 덩어리이다. 사투리로 '새알, 옹심이, 옹시미라고도 부른다. 팥죽, 호박죽, 호박범벅, 칼국수 등에 넣어 먹기도 한다.
감자옹심이는 간 감자와 녹말을 이용하여 만든 새알심과 비슷한 강원도의 향토 음식이다. 감자옹심이도 처음에는 새알심처럼 작고 동글동글하게 만들었으나, 시간이 오래 걸리고 일손도 부족해 수제비처럼 얇고 크게 떼어 넣다 보니 현재는 감자 수제비 정도로 변화했다.

## 풍속
팥죽에 넣는 새알심의 경우, '동지팥죽을 먹어야 한 살 더 먹는다'라는 말에서 알 수 있듯 동짓날을 작은설이라 하여 설날에 떡국을 먹듯이 동짓날에는 새알심 넣은 팥죽을 먹어야 한 살 더 먹는다고 생각하여 먹는 사람의 나이 수만큼 새알심을 넣어 팥죽을 쑤어 먹었다.
팥죽으로 점을 치는 팥죽점에서는 팥죽 속의 옹심이(새알심)으로 점을 치는 옹심이점(새알심점)이 있었다. 옹심이점은 임신한 여성이 있는 집에서 옹심이를 굽거나 끓일 때 상태를 보고 태아가 남자일지 여자일지를 점쳤다. 임신한 사람의 팥죽에 들어있는 옹심이가 동그랗게 생겼으면 딸, 쏙쏙 빠져나오면 아들이라고 믿었다.

## 갤러리

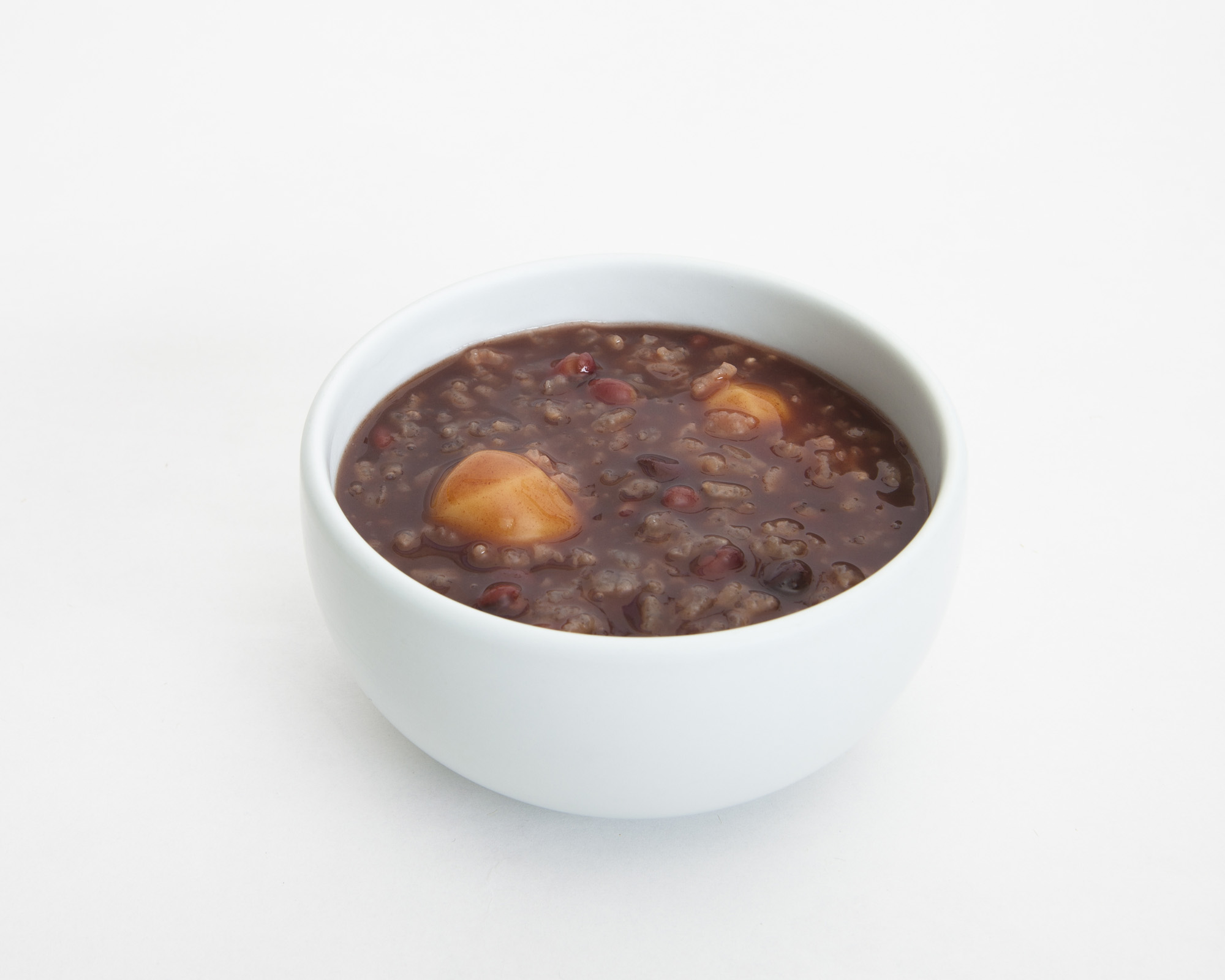
팥죽에 들어간 새알심